# Saint-Laurent-en-Royans
Saint-Laurent-en-Royans este o comună în departamentul Drôme din sud-estul Franței. În 2009 avea o populație de 1.320 de locuitori.

## Evoluția populației
| An        | 1975  | 1982  | 1990  | 1999  | 2006  | 2009  |
| --------- | ----- | ----- | ----- | ----- | ----- | ----- |
| Populație | 1.110 | 1.137 | 1.330 | 1.218 | 1.315 | 1.320 |